# Calvin Bridges
Pour les articles homonymes, voir Blackman et Bridges.
Calvin Blackman Bridges (11 janvier 1889 - 27 décembre 1938) est un scientifique américain connu pour ses travaux dans le domaine de la génétique. Il fait partie de l'équipe du prix Nobel de physiologie ou médecine Thomas Hunt Morgan à l'Université Columbia, avec Alfred Sturtevant et Hermann Joseph Muller.

## Biographie
Bridges est né le 11 janvier 1889 à Schuyler Falls dans l'État de New-York.
Ses travaux sur les caractères liés au sexe de la mouche drosophile (Drosophila melanogaster ou mouche du vinaigre) ont fait émerger l'idée selon laquelle les chromosomes contiennent des gènes. Cette hypothèse est vérifiée plus tard par  Nettie Maria Stevens à la suite de l'examen des chromosomes de la mouche du vinaigre.
La contribution la plus connue de Bridges en tant que drosophiliste concerne l'observation et la description des chromosomes polytènes contenus dans les cellules des glandes salivaires des larves.
Il est mort le 27 décembre 1938 à Los Angeles. Selon les sources, son décès serait dû à la syphilis ou à un arrêt cardiaque à la suite d'une infection du cœur.

## Liens
- (en) Cet article est partiellement ou en totalité issu de l’article de Wikipédia en anglais intitulé « Calvin Bridges » (voir la liste des auteurs).